# Zala (vignoble)
Zala est une région viticole hongroise située dans le comitat de Zala. 